# Stjepan Filipović
Stjepan Filipović – Stevo (Стјепан Филиповић — Стево), udeleženec narodnoosvobodilnega boja in narodni heroj Jugoslavije, * 27. januar 1916, Opuzen, † 22. maj 1942, Valjevo.

## Življenjepis
Rodil se je 27. januarja 1916 v Opuzenu pri Metkoviću v takratni Avstro-Ogrski (na ozemlju današnje Hrvaške). V rodni vasi je zaključil tudi osnovno šolo. Del otroštva in mladosti je preživel v Mostarju, kjer je končal dva razreda gimnazije. Zatem je živel v Sremu in Kragujevcu, kjer se je izučil za električarja in ključavničarja. 
Leta 1937 se je priključil delavskemu gibanju. Aktivno je sodeloval v mnogih demonstracijah in delavskih protestih. Zaradi svojega delovanja je bil leta 1939 ujet in obsojen na leto dni zapora. Leta 1940 je postal član Komunistične partije Jugoslavije. 
Pred začetkom druge svetovne vojne se je vrnil v Kragujevac in začel z aktivnim delovanjem v mestni partijski organizaciji. Po direktivi Komunistične partije Jugoslavije je odšel v Valjevo, kjer je delal na zbiranju orožja, pripravi upora in osnovanju prvih borbenih partizanskih skupin. Ko je prišla nevarnost, da ga ponovno ujamejo, se je priključil Kolubarski četi Valjevskega partizanskega odreda.
V prvih oboroženih spopadih se je Stevo izkazal kot zelo hraber partizan. Na začetku julija je s pomočjo še drugih borcev uničil nemški tovornjak in njegovo posadko v bližini Valjeva. Prav zaradi svoje hrabrosti je hitro napredoval od borca do komandirja Kolubarske čete. Izkazal se je predvsem v napadu na Lajkovac 15. avgusta 1941.  V tem spopadu je bilo ubitih 40 Nemcev in žandarjev. Zaradi podviga ga je pohvalil tudi vrhovni komandant NOB Josip Broz Tito. Pri napadu na Krupanj in Šabac je pokazal podobno junaštvo in si prislužil novo pohvalo vrhovnega komandanta. 
Proti koncu septembra 1941 je prešel v Mačvanski partizanski odred, kjer je približno mesec dni opravljal dolžnosti političnega komisarja. Po umiku osrednjih partizanskih enot iz Srbije v Sandžak je konec leta 1941 iz preostalih enot osnoval dva bataljona. Za komandanta prvega bataljona je bil izbran prav Stevo Filipović. Njegov bataljon je sodeloval v bitkah na planini Cer in ponovnem napadu na Krupanj.
24. februarja 1942 je padel v četniško zasedo in bil v boju zajet. Četniki so ga predali Nemcem v Šabcu, kasneje pa so ga prepeljali v Valjevo. Kljub dvomesečnemu mučenju ni izdal ničesar in bil zaradi tega tudi obsojen na smrt z obešanjem. 
Obesili so ga v Valjevu 22. majа 1942. Pred množico, ki so jo privedli na obešanje, je glasno izrekel podporo Komunistični partiji Jugoslaviji, Rdeči armadi in izrekel številne antifašistične parole. Obešen je bil 15 minut prej, kot je bilo načrtovano. 
Z ukazom predsedstva narodne skupščine Federativne ljudske republike Jugoslavije je bil 14. decembra 1949 proglašen za narodnega heroja.
V Valjevu so mu 28. oktobra 1960 postavili spomenik, ki ga je izdelal Vojin Bakić. Poleg spomenika v Valjevu so mu podoben spomenik postavili tudi v rodnem Opuzenu, ki pa so ga leta 1991 porušili hrvaški nacionalisti. Repliko njegove fotografije z dvignjenimi rokami pred usmrtitvijo hranijo Združeni narodi. V narodnoosvobodilnem boju je izgubil dva brata – Nikolo in Šimuna.